# Александра Ристић
Александра Ристић (Титово Ужице, 1948) је српска сликарка.

## Биографија
Рођена је 1948. године у Титовом Ужицу. Завршила је Школу за индустријско обликовање и Факултет примењених уметности Универзитета уметности у Београду. Самостално је излагала у Београду и Атељеу 212. Учествовала је на групној изложби у Октобарском салону 1975. године и изложби поводом Међународног дана жена.